# Грінченко Владислав Сергійович
Владислав Сергійович Грінченко (нар. 22 вересня 1989) — колишній український футболіст та російський футбольний арбітр.

## Кар'єра гравця
Вихованець севастопольського СДЮШОР-5. На професіональному рівні дебютував 16 червня 2007 року в переможному (1:2) виїзному поєдинку 29-о туру групи Б Другої ліги проти калінінського «Фенікс-Іллічовця». Владислав вийшов на поле на 42-й хвилині, замінивши Олександра Жабокрицького. Цей матч став єдиним у футболці «Севастополя». 
Потім виступав за «Севастополь-2» на аматорському рівні. Сезон 2007/08 років розпочав у складі кременчуцькому «Кремені». Дебютував за кременчуцьку команду 3 серпня 2007 року в нічийному (0:0) домашньому поєдинку 3-о туру групи В Другої ліги проти харківського «Арсеналу». Грінченко вийшов на поле на 78-й хвилині, замінивши Олексія Башакова. 
У складі «Кременя» в Другій лізі зіграв 6 матчів у Другій лізі та 1 поєдинок у кубку України. З 2008 року виступав за аматорський «Севастополь-2». На професіональному рівні дебютував за другу команду «моряків» 20 липня 2008 року в програному (2:3) виїзному поєдинку 1-о туру групи Б Другої ліги проти дніпродзержинської «Сталі». Владислав вийшов на поле в стартовому складі та відіграв увесь матч. У першій частині сезону 2008/09 років відіграв за «Севастополь-2» 17 матчів. У 2010 році виступав за аматорський ФК «Форос». У 2014 році після окупації Криму отримав російське громадянство. З 2015 по 2016 рік виступав за фейковий аматорський клуб «Компас» (Севастополь).

## Кар'єра арбітра
З 2016 року обслуговує футбольні змагання під егідою т.зв. Кримського футбольного союзу.